# Interier (Degas)
Interier (francosko Intérieur), znana tudi kot Posilstvo (francosko Le Viol), je slika olje na platnu impresionističnega slikarja Edgarja Degasa (1834–1917), naslikana leta 1868–1869. Opisana kot »najbolj zmedeno Degasovih glavnih del« , prikazuje napeto soočenje s svetlobo svetilke med moškim in delno neoblečeno žensko. Gledališki značaj prizora je umetnostne zgodovinarje privedel do iskanja literarnega vira za kompozicijo, vendar nobeden od predlaganih virov ni dosegel splošnega sprejetja. Tudi naslov slike je negotov; znanci umetnika so jo imenovali bodisi kot Le Viol ali Intérieur in Degas jo je pod zadnjim naslovu prvič razstavil leta 1905.  Slika je v Filadelfijskem muzeju umetnosti. 

## Ozadje
Degas je naslikal Interier v času, ko ga je njegova rastoča predanost realizmu odvrnila od njegove prejšnje preokupacije z zgodovinskimi predmeti, kot so Sémiramis gradi Babilon (1860–62), Mladi Špartanci (ca.1860) in slika, ki je označila njegov prvenec na Salonu, Scena vojne v srednjem veku (1865). Njegova nova smer je bila očitna v času, ko je razstavil sliko Dirka z ovirami-padli jokej  v Salonu leta 1866. Degas je verjetno nameraval oddati Interier za razstavo v Salonu leta 1869, vendar ga ni javno prikazal do junija 1905, ko je je bila prikazana v Galerie Durand-Ruel v Parizu. 
Delo opisal leta 1897 kot »mon tableau de genre" ("moje žanrsko slikarstvo"), kar nakazuje, da je sliko v svojih delih štel za anomalijo. 

## Interpretacija
Interier je bila opisana kot »najbolj gledališka od vseh Degasovih kompozicij sodobnega življenja« . Umetnostni zgodovinarji so o delu zapisali »izrazito scensko voden lik: predmeti so urejeni, kot da so rekviziti, dramatična razsvetljava pa ustvarja vtis, da se igra odvija ... Poleg skrivnostne vsebine, ta faza je verjetno eden glavnih razlogov, zakaj so znanstveniki večkrat poskušali identificirati literarni vir za sliko«. Za obravnavo so bili predlagani različni naturalistični romani. Georges Rivière, prijatelj impresionistov, je kot vir prvič predlagal roman Louisa Edmonda Durantyja, Boj Francoise Duquesnoy; idejo so sprejeli R. H. Wilenski in drugi, vendar so drugi strokovnjaki Durantyja ugotovili kot nezadovoljivega . Kasneje je bila scena v Émile Zolaja Madeleine Férat identificirana kot enakovredna elementom Degasove slike v več podrobnostih, toda medtem ko sta se ozka postelja in okrogla miza ujemali, položaj figur ne.
Leta 1976 je umetnostni zgodovinar Theodore Reff objavil domnevo, da notranjost prikazuje prizor iz Zolajevega romana Thérèse Raquin . Ta ideja je bila široko, vendar ne splošno sprejeta s strani drugih znanstvenikov.  Thérèse Raquin, ki je izšla leta 1867, pripoveduje zgodbo o mladi siroti, katere teta jo je prisilila, da se poroči z bolnim sinom Camille Raquin. Thérèse vstopi v afero z enim od Camilleinih prijateljev, Laurentom in oba izvedeta zaroto za umor Camille, pri čemer naj bi bila videti kot nesreča. Kasneje, na svojo poročno noč, sta Thérèse in Laurent ugotovila, da je njun odnos zastrupljen zaradi krivde.
Prizor, za katerega je veljalo, da tesno ustreza prizoru, ki ga prikazuje Degas, se pojavlja na začetku 21. poglavja Zolajevega romana
Reff je pripisal določene elemente na sliki, ki niso omenjeni v besedilu (npr. škatla za šivanje in korzet na tleh) za umetniško svobodo in morda vpliv drugega literarnega besedila.
Felix Krämer je leta 2007 objavil članek, v katerem se je spraševal o Reffovih sklepih. Še posebej je Krämer pisal o "kritičnem" neskladju med zakonsko spalnico, ki jo je opisal Zola in ožjo, eno posteljo na sliki; poleg tega postavitev moškega klobuka na biro v ozadju kaže, da človek ni samo vstopil v sobo, kot je rekel Laurent.
Krämer je namesto tega predlaga kot "najbolj očiten vir" Degasove kompozicije litografijo Paula Gavarnija: list št. 5 iz serije Lorettes, objavljen leta 1841 v Le Charivari. Gavarni je bil umetnik, ki ga je zelo občudoval Degas, in je zbral zbirko približno 2000 Gavarnijevih litov. Krämer je opisal podobnosti med tiskom in Interjerjem:
Kot v Degasovi Le Viol, je [ženska] obrnila hrbet proti moškemu, ki stoji pred vrati, s širokimi nogami in z rokami v žepih. Zgoraj, kot da razmišlja o svoji nagradi, je njegov pogled usmerjen na žensko, ki bistveno, sedi na odeji iz živalske kože. Ne samo, da drža moškega spominja na Degasovo sliko, ampak tudi ženska je v primerljivi pozi, njena desna roka je dvignjena na glavo, njeno oblačilo pa drsi z njenega ramena. Tudi slike na steni in zavržena oblačila na kavču so lahko navdihnile Degasa.
Gavarni prikazuje prostitutko; naslov Lorettes se sklicuje na pariško sosesko Notre-Dame de la Lorette, ki je dom številnim prostitutkam. Kot je leta 1841 opisal Maurice Alhoy v Physiologie de la Lorette, so te ženske živele v hotelih in svoje majhne stvari prenašale v majhnih kovčkih, vključno s kompletom za šivanje, ki je bil nepogrešljiv kot sredstvo, s katerim so Lorettes ohranile svoj videz. Po mnenju Krämerja je poudarek, ki ga je dobila šiviljska škatla v notranjosti, skupaj z navedbami krvi na postelji, okrepil primer, da je notranjost prizor, ki prikazuje prostitucijo in posledice spolnega nasilja, ne pa zakonskega spora.

## Vpliv
Vpliv Interierja je bil opažen v kompozicijah Degasovega varovanca Walterja Sickerta, zlasti v seriji Umor v Camden Townu iz leta 1908  in njegovi sliki Ennui iz leta 1914. V pogovoru s Sickertom je Degas opisal Interier kot žanrsko slikarstvo in kot v starejšem primeru, Sickertove upodobitve moških in žensk skupaj zaznamujejo dramatične napetosti in narativne dvoumnosti. 